# Otto de Boer

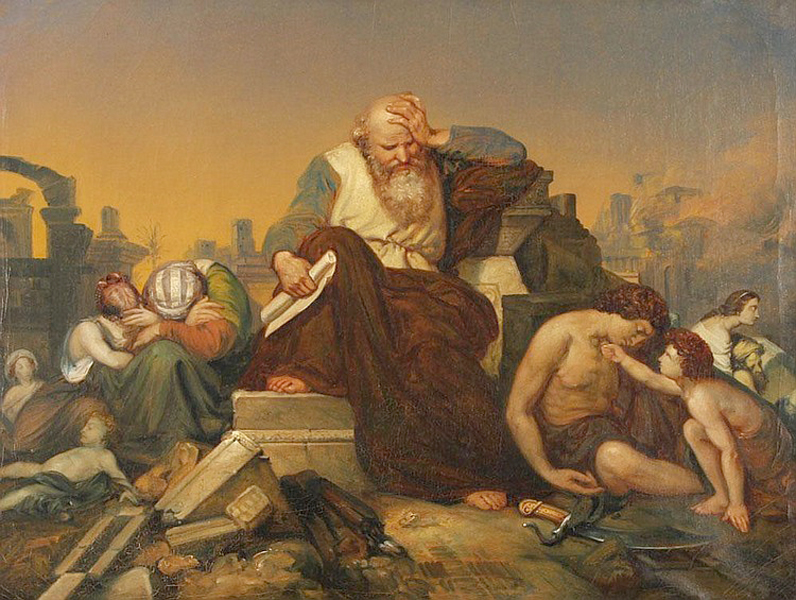
Leute auf den Ruinen von Jerusalem

Otto de Boer (* 11. Juni 1797 in Woudsend; † 14. August 1856 in Leeuwarden) war ein niederländischer Kirchen-, Porträt- und Genremaler.
Otto de Boer war Schüler von Willem Bartel van der Kooi (1768–1836). Er unternahm 1824 gemeinsam mit Gosling Posthumus (1800–1832) eine mehrjährige Studienreise nach Italien, wo er sich zwei Jahre in Rom aufhielt, nach Deutschland, und Frankreich, wo er in Museen Werke alter Meister kopierte. Anschließend ließ er sich abwechselnd in Amsterdam und Den Haag nieder und ging dann endgültig nach Friesland (Leeuwarden).
Auch sein Sohn, ebenfalls Otto de Boer (1830–1854) wurde Maler.
Otto de Boer malte hauptsächlich biblische Motive, oft Altarbilder. Seine Werke befinden sich meist in Kirchen, die diese Gemälde  bei ihm bestellten, nur wenige kamen in Museen und Privatsammlungen. Er wurde Mitglied der Gesellschaft „Pictura“. Er malte auch Porträts. Er erteilte Zeichenunterricht, u. a. seinem Sohn, Cornelis Bernardus Buijs, Wijtze de Haan, Jurjen de Jong, Hendrik Schaaff, und Johan Joeke Gabriël van Wicheren.